# Нове завдання для Мейбл
Нове завдання для Мейбл (англ. Mabel's New Job) — американська короткометражна кінокомедія Мака Сеннета 1914 року з Мейбл Норманд в головній ролі.

## У ролях
- Мейбл Норманд — Мейбл
- Честер Конклін — пансіонер
- Чарлі Чейз — пансіонер
- Діксі Чен — пансіонерка
- Біллі Беннетт — пансіонерка
- Еліс Девенпорт — власник пансіоната